# Reserva de la biosfera y tierra comunitaria de origen Pilón Lajas
La Reserva de la biosfera y tierra comunitaria de origen Pilón Lajas es un espacio natural protegido de Bolivia, abarcando la región subandina de los Yungas y la Amazonía boliviana.

## Historia
En 1977, el Programa sobre el Hombre y la Biosfera (MAB) de la Unesco otorgó al Pilón Lajas la categoría de Reserva de Biosfera. El 9 de abril de 1992, el Estado boliviano mediante Decreto Supremo N.º 23110, creó la Reserva de Biosfera y Territorio Indígena Pilón Lajas. Luego, en abril de 1997, en el marco de la Ley INRA, se tituló como Tierra Comunitaria de Origen.

## Generalidades
Se encuentra ubicada en las provincias de Sud Yungas, Larecaja y Franz Tamayo en el norte del departamento de La Paz y en la provincia del General José Ballivián en el extremo oeste del departamento del Beni. La reserva colinda con el parque nacional y Área Natural de Manejo Integrado Madidi y es vecina de la Reserva de la Biosfera y Estación Biológica del Beni, formando parte de un extenso corredor biológico entre Perú y Bolivia. 
Pilón Lajas tiene el doble estatus de Área Protegida y Tierra Comunitaria de Origen. En las regiones vecinas se encuentran territorios de los pueblos tacana, mosetén, t'simanes, Leco-Quechua Apolo (Provincia de Franz Tamayo) y Lecos Larecaja.
En cuanto a la gestión de la reserva, destacan las acciones legales emprendidas contra empresas madereras que operaban ilegalmente dentro del área en la década de los 90. Por otro lado, la administración del área se realiza en el marco de la cogestión entre el Servicio Nacional de Áreas Protegidas (SERNAP) y el Consejo Regional Tsimán-Mosetén, el ente matriz de las organizaciones y comunidades indígenas titulares de este territorio.
El principal objetivo de la reserva es la conservacíon de la diversidad biológica y el mejoramiento de la calidad de vida de las comunidades indígenas de la región.

## Biodiversidad

### Flora
De acuerdo a Ribera et al. (1996) en la reserva se observan cuatro regiones ecológicas: 
- bosque siempre verde ribereño; representado principalmente por especies pioneras.
- bosque muy húmedo de pie de monte, con una alta diversidad florística, pero que ahora es el área de mayor colonización por poblaciones humanas.
- bosque pluvial subandino, caracterizado por serranías con valles profundos, que ocupa la mayor parte de la reserva.
- bosque húmedo de Yungas bajos ubicado en las últimas fajas del subandino y con zonas de bosque semihúmedo con cactáceas columnares y especies caducifolias.

### Fauna
En la reserva existen 152 especies de mamíferos, 876 de aves, 303 de peces, 158 de reptiles y 96 especies de anfibios.
Tiene importantes especies como: el jaguar (Panthera onca) y el marimono (Ateles paniscus).

## Población
En la región viven varios pueblos indígenas, mayoritariamente t'simán, mosetén y tacana, asentados en 25 comunidades y asentamientos dispersos compuestos por familias extensas. La mayoría de estas comunidades está ubicada en la zona pedomontana cerca de la carretera (16 asentamientos), algunas en el valle central del río Quiquibey (6 asentamientos) y unas pocas sobre el río Beni (3 asentamientos). Por otro lado, un creciente número de colonos (150 familias) en su mayoría migrantes del Altiplano, vive en la parte alta del río Quiquibey. También existe una densa población de colonos organizados en ocho centrales de colonización en la zona de amortiguación externa a lo largo de la carretera Yucumo – Rurrenabaque.
La población total que vive dentro del área y en la zona de amortiguación externa, sin incluir a los centros urbanos, es de alrededor de 6.216 habitantes (1.357 pobladores indígenas y 4.859 colonizadores). Casi un 25% de estas personas vive dentro de los límites de la reserva.
En la zona de amortiguación externa, las áreas de mayor densidad poblacional corresponden a los centros urbanos de Rurrenabaque (4.959 habitantes) y Yucumo (1.404 habitantes), así como a la zona de colonización en el sector este y sur del área.

## Valores escénicos
Pilón Lajas presenta grandes valores paisajísticos por el sistema de serranías subandinas y el profundo valle aluvial tropical del río Quiquibey. Al interior del área destaca la Laguna Azul por su belleza y las leyendas fascinantes que la envuelven.
También se ha reportado la presencia de ruinas arqueológicas y pictografías (petroglifos). El área se caracteriza por ser el territorio tradicional de varias culturas indígenas de las etnias Chimán, Mosetén, Tacana y en menor medida Esse Eja.

## Acceso
En gran parte de su perímetro, Pilón Lajas es de acceso relativamente fácil. Por vía fluvial, se ingresa desde Rurrenabaque al noroeste, por el río Beni y río Quiquibey, para llegar al corazón de la reserva. Por vía terrestre, se accede por la carretera El Sillar – Yucumo – Rurrenabaque que bordea el área en los sectores sur – sureste – noroeste. Algunas vías de penetración madereras construidas ilegalmente entre 1993 y 1996 ingresan al área desde la zona de Quiquibey – Charal, afectando zonas subandinas de muy alta fragilidad. Otro camino de alto impacto es el construido por empresas madereras y que penetra por la comunidad Chimán Alto Colorado hasta la zona de la Laguna Azul. Existen sendas utilizadas tradicionalmente por las poblaciones indígenas, como el camino que va desde Alto Colorado hasta San Luis Chico. En cambio, el sector oeste del área es casi inaccesible debido a la barrera natural que constituye la Serranía del Beu.

## Problemas medioambientales
En 2021, se reportó según documentos oficiales de la Autoridad Jurisdiccional Administrativa Minera (AJAM) que la Empresa Minera “Coboldrom SRL” logró adjudicarse 65 cuadrículas mineras equivalentes a 1.625 hectáreas dentro de la Reserva Pilón Lajas. Ante esto, el dirigente indígena Mosetén, Fernando Ara Miky, afirmó que los indígenas no permitirán el ingreso de la empresa a la reserva para explotar minerales.